# Felice Blangini
Giuseppe Marco Maria Felice, chevalier Blangini, né à Turin le 18 novembre 1781 et mort à Paris le 18 décembre 1841, est un compositeur italien.

## Biographie
Après avoir étudié la musique avec Bernardo Ottani et organiste de la cathédrale de Turin à l'âge de 12 ans, il commence à composer des messes et des opéras dès 14 ans. En 1799, il s'installe à Paris avec sa mère et ses frères et sœurs, où ses romances et ses nocturnes obtiennent un grand succès alors que ses opéras restent dans l'ombre. En 1802, il termine son premier opéra, la Fausse duègne.
Dans la capitale française, il donnait des concerts tous les dimanches rue Basse-du-Rempart. Les dames de la haute société s'y pressaient en particulier, attirées non seulement par la musique mais aussi par l'apparence agréable de Blangini.
Nommé maître de chapelle du roi de Bavière en 1805, il se rend donc à Munich, mais revient fréquemment à Paris.
Revenu définitivement en France, il reprend la composition d'un bon nombre d'opéras et de romances, ce qui fait de lui un artiste à la mode, apprécié de la Cour ; ses relations avec la princesse Borghèse, sœur de Napoléon Ier, suscitent des commérages. Les ragots sont fondés : la sœur de l'Empereur, fascinée par le musicien, décide de l'introduire dans sa suite, lui demande des leçons de chant et le nomme Directeur de la musique en 1806. Blangini devient alors, avec le raffiné Monsieur de Forbin (peintre puis directeur du Louvre), l'un des deux amants "officiels" de la princesse à l'époque.
En 1808, il est l'un des accompagnateurs de Pauline lors du voyage à Nice, où la princesse Borghèse séjourne quelques mois avant de s'installer avec son mari à Turin.
Il entre au service du roi de Westphalie (1809). De retour en France en 1814, il devient surintendant honoraire et compositeur du roi sous la Restauration et professeur de musique. Il s'installe à Cassel et continue de composer des opéras, tels que Il naufragio comico et La principessa di Cachemir. De retour à Paris, il fonde le journal La Lyre des dames, qui connaît de bonnes ventes.
Il retourne en Italie en 1828 et est bien accueilli à Turin.
Il restera professeur jusqu’à la Révolution de 1830.
En 1831, il fut, avec Auber, Cherubini, Paer et d'autres, l'un des auteurs de l'opéra La Marquise de Brinvilliers, donné au Opéra-Comique à Paris le 31 octobre.
Son ami Maxime de Villemarest (1785-1852) édita ses Souvenirs, des mémoires dans lesquels Blangini rendait compte de ses expériences françaises et bavaroises.
Il est enterré au cimetière du Père-Lachaise (17e division).
Il épouse Marie Adélaïde Geoffroy, fille d'Elie Thomas Geoffroy et petite-fille de Claude-Martin Goupy.
Il est créé chevalier héréditaire par lettres patentes du 14 décembre 1822.

## Œuvres
On lui doit plus de cent soixante dix chansons, romances et nocturnes vocaux ainsi que, entre autres : 
- La Fausse duègne (1799)
- Chimène et la réalité, Rêve et réalité (opéra) (1803)
- Nephtali ou les ammonites (opéra) (1806)
- L’excursion de Caliphe, Inès de Castro (1810)
- Les Fêtes lacédémoniennes (1807)
- Le Sacrifice d’Abraham (1810)
- La Sourde-muette (1815)[6].
- Le jeune-oncle (opéra-comique) (1821)
- Le Duc d'Aquitaine ou Le Retour, à propos en 1 acte mêlé d'ariettes, arrangé pour le piano, avec Emmanuel Théaulon, De Rancé et Théodore d'Artois (1823)
- Le Coureur de veuves (comédie) (1827)
- La marquise de Brinvilliers (opéra) (1831)
- Les gondoliers (opéra-comique) (1833)

## Décorations
- Chevalier de la Légion d'honneur[réf. nécessaire][Quand ?]